# Рустамов, Ягуб Абульфат оглы
Ягуб Абульфат оглы Рустамов (азерб. Yaqub Əbülfət oğlu Rüstəmov; 20 октября 1942, Махризлы — 12 ноября 2011, Мингечаур) — советский азербайджанский ткач. Герой Социалистического Труда (1980).

## Биография
Родился 20 октября 1942 года в селе Махризлы Агдамского района Азербайджанской ССР.
C 1961 года — помощник мастера Мингечаурского текстильного комбината имени 50-летия ВЛКСМ, с 1981 года — председатель Профсоюза работников лёгкой и швейной промышленности Азербайджана.
Ягуб Рустамов проявил себя на работе как умелый и трудолюбивый рабочий, использовал на работе передовую практику. Секрет успеха Рустамова заключался в его желании узнать все больше секретов ткацкого станка, использовать станок во всю мощь. Первых успехов ткач достиг в начале семидесятых; тогда на комбинате не хватало помощника мастера, но Ягуб Рустамов предложил дать станки в его распоряжение, в результате чего рабочий стал трудиться одновременно на 96 станках. Тем самым ткач стал инициатором движения многостаночников на комбинате. Рустамов заявлял, что важно не только количество, но и качество: производительность станков всех станков увеличилась и одновременно продукция отличалась качеством. В начале 1970-х годов развернулось социалистическое соревнование между мингечаурскими и шушинскими текстильщиками; ради победы в нем Ягуб Рустамов принял решение обслуживать сразу 112 ткацких станков, установив республиканский рекорд. По итогам девятой пятилетки текстильщик выполнил 13 годовых планов. В период десятой пятилетки Ягуб Рустамов не остановился на достигнутом и принял решение достичь новых высот. Закончил выполнение плана десятой пятилетки Рустамов в августе 1977 года. За 1976—1980 годы текстильщик побил свой рекорд в обслуживании 112 ткацких станков, взяв дополнительные 16; выполнял нормы производства за нескольких человек, выполнил 14 годовых планов, выткал 5,5 миллионов метров ткани вместо плановых 2 миллионов 80 тысяч метров. Уже в 1980 году Рустамов выполнял плановые задания следующего десятилетия, за что пресса прозвала ткача «человеком 1990-го года».
Указом Президиума Верховного Совета СССР от 30 апреля 1980 года, за выдающиеся достижения в труде, досрочное выполнение заданий десятой пятилетки, Рустамову Ягубу Абульфат оглы присвоено звание Героя Социалистического Труда с вручением ордена Ленина и золотой медали «Серп и Молот».
Член КПСС с 1965 года. Член бюро Мингечаурского горкома КП республики, член ЦК КП Азербайджана. Делегат XXV и XXVI съездов КПСС, XXIX и XXX съездов КП Азербайджана.
С 2004 года — президентский пенсионер.
Ушел из жизни 12 ноября 2011 года в городе Мингечаур.